# David Muñoz Bañón
David Muñoz Bañón (Elche, 9 de junio de 1979) es un exciclista profesional español.
Debutó como profesional en el año 2001 con el equipo KELME-Costa Blanca. Puso final a su trayectoria profesional en la temporada 2007 en el equipo Fuerteventura-Canarias.

## Palmarés
2002
- 1 etapa de la Vuelta a Portugal
- 3º en la general del Tour del Porvenir.

2006
- 1 etapa del Giro del Trentino

## Equipos
- KELME-Costa Blanca (2001-2003)
- Comunidad Valenciana (2004-2006)
- Fuerteventura-Canarias (2007)

- Datos: Q1175817